# Rosselló
Rosselló là một đô thị trong tỉnh Lérida, cộng đồng tự trị Cataluña Tây Ban Nha. Đô thị Rosselló có diện tích là 10,8 ki-lô-mét vuông, dân số năm 2009 là 2950 người với mật độ 273,15 người/km². Đô thị Rosselló có cự ly km so với tỉnh lỵ Lérida.